# أنيق الفك الأولي
بروكمبسوجناتوس (بالإنجليزية: Procompsognathus)‏ هو ديناصور عاش في العصر الثلاثي المتأخر والعصر الترياسي قبل 210 - 220 مليون سنة، وُجدت متحجرات غير مكتملة له في ألمانيا، وهو من أوائل الديناصورات، وواحداً من أصغرهم حجماً، بلغ طوله حوالي 120 سنتميتر، ووزنه لا يتعدى الكيلوجرام الواحد، وارتفاعه تقريبا 26 سنتيميتر.
يُعتبر من آكلي اللحوم، كان يعتاش على الحيوانات الصغيرة مثل الحشرات والثدييات الصغيرة والزواحف الأخرى. ومن ذوات القدمين وسريع جداً في الجري، لديه سيقان خلفية طويلة، وذراعين قصيرتين، واليدان بهما مخالب كبيرة والتي كان يستعملها للإمساك بالفريسة، وفم طويل به العديد من الأسنان المدببة، وذيل مدبب وقوي.